# Manuel Antonio Saravia
Manuel Antonio Saravia (1790-1879) fue un militar y político argentino que ejerció como Gobernador de la Provincia de Salta entre 1842 y 1846.

## Biografía
Se enroló en las milicias provinciales en 1810 y fue trasladado a Buenos Aires, desde donde fue asignado a incorporarse al Ejército del Norte. Por un tiempo estuvo asignado a la frontera con la región chaqueña con el grado de capitán.
Se reincorporó al Ejército del Norte al asumir su comando el general Manuel Belgrano y combatió en las batallas de Las Piedras, Tucumán, Salta, Vilcapugio y Ayohuma.
Posteriormente se incorporó a la división comandada por José María Pérez de Urdininea, que estaba apostada en Humahuaca, cubriendo la retirada del Ejército desde el Alto Perú. Bajo las órdenes de Martín Miguel de Güemes participó en diversas acciones de la Guerra Gaucha hasta el año 1821.
Durante los años que siguieron a la Guerra de la Independencia se dedicó a la ganadería y fue comandante de la frontera este de la provincia. En 1837 se incorporó al ejército de Alejandro Heredia y participó en la guerra contra la Confederación Perú-Boliviana.
En 1840 se negó a secundar la unión de su provincia a la Coalición del Norte y participó en montoneras contra los unitarios de su provincia, coordinando sus acciones con el caudillo santiagueño Felipe Ibarra.
Cuando, en abril de 1842, el gobernador Miguel Otero se trasladó a Buenos Aires, nombró gobernador delegado a Manuel Antonio Saravia. Pero Otero nunca regresó a Salta, de modo que Saravia ejerció el gobierno durante dos años sin ser gobernador titular.
En el mes de julio de ese año, el norte argentino fue invadido desde Chile en una doble campaña, dirigida por el Chacho Peñaloza y el coronel Florentín Santos de León. El primero fue derrotado en la provincia de Tucumán, por lo que Santos de León ocupó Tafí del Valle y Cafayate, intentando controlar los Valles Calchaquíes; derrotó en el combate de Tolombón al coronel Julián Navarro, pero al día siguiente fue derrotado por el coronel Ángel Morales en el combate de Rumiguasi. Su segundo, Ignacio Bringas, murió en combate, mientras el coronel Santos de León fue enviado a la ciudad de Salta, donde fue fusilado por orden del gobernador Saravia.
La Legislatura escribía periódicamente a Otero para exigirle que se hiciera cargo del gobierno, a lo que Otero nunca contestó; mientras aún era considerado gobernador, el de Buenos Aires, Juan Manuel de Rosas, lo nombraba jefe de policía. De modo que en octubre del año 1844 la Legislatura decidió finalmente nombrar a Saravia gobernador titular por el término de dos años. Al año siguiente fue ascendido al grado de brigadier general, pero rechazó el ascenso, contentándose con el de coronel. Ese mismo año debió repeler una invasión desde Bolivia sobre su provincia, dirigida por Anselmo Rojo y Juan Crisóstomo Álvarez, que se retiró sin combatir.
Durante su gestión se realizaron algunas obras públicas, especialmente en la capital; entre ellas se aumentó el número de caminos de entrada y salida de la ciudad y los puentes sobre los ríos y arroyos circundantes. Se instaló un reloj en la torre del Cabildo de Salta. Estas obras se hicieron de necesidad urgente porque la ciudad había sufrido un grave terremoto en octubre del año 1844, que dañó gran parte de las construcciones de la ciudad.
El gobierno promovió activamente el cultivo de la caña de azúcar y el de la yerba mate. Dictó un decreto de amnistía para quienes habían participado en las insurrecciones unitarias, aunque con algunas excepciones.
Promovió activamente la educación primaria, y aún los historiadores de inspiración unitaria afirman que 

no había entonces en la provincia joven de quince años que no supiera, al menos, leer y escribir.

En octubre de 1846 terminó su mandato y fue sucedido por su hermano José Manuel. Abandonó para siempre la actividad política, y no volvió a aparecer en público siquiera cuando su hermano luchaba —durante los años 1850— por recuperar la provincia para el partido federal.
Durante sus últimos años se estableció en Payogasta, en los Valles Calchaquíes, donde falleció en octubre de 1879.